# Silvestre Tornasol
El Profesor Silvestre Tornasol (original y en francés: Professeur Tryphon Tournesol) es un personaje de Las aventuras de Tintín, quizás el cuarto en importancia tras Tintín, Milú y el Capitán Haddock, caracterizado por ser un inventor excéntrico y prácticamente sordo.
Su imagen física se inspira en la del profesor e inventor Auguste Piccard, un amigo de Hergé.

## Historia

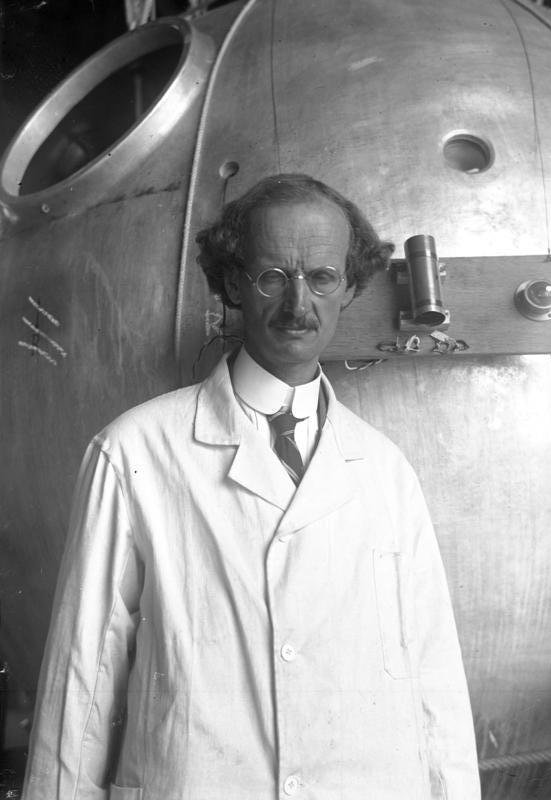
El inventor suizo Auguste Piccard sirvió de inspiración a Hergé para la creación del profesor Tornasol.

El recurso del sabio un poco excéntrico y distraído ya tenía antecedentes en Las aventuras de Tintín: por ejemplo, Filemón Ciclón, el egiptólogo de Los cigarros del faraón, o el especialista en numismática y filatelia que aparece en El cetro de Ottokar, Néstor Halambique. Hergé introdujo a Tornasol en El tesoro de Rackham el Rojo como un científico sordo que ofrece a los expedicionarios un submarino con forma de tiburón. El recurso de la sordera propiciaba las situaciones cómicas.
Al final de este álbum, es Tornasol quien, con el dinero obtenido de la venta del submarino al gobierno, compra el castillo de Moulinsart para el capitán Haddock, en compensación por haberlo dejado probar el submarino en la expedición al Unicornio.
Los roles que cumple en las historias son de los más variados, yendo desde distraído disparador de algunos gags por medio de la sordera o sus excentricidades, ser quien resuelve cierto problema científicamente o elaborar un dispositivo que tendrá alguna utilidad en la trama. Muchas veces la aventura gira en torno a él: tanto en Las siete bolas de cristal y su continuación El templo del sol, como posteriormente en El asunto Tornasol, es secuestrado y el resto de personajes tienen que salir a su rescate. En Objetivo: la Luna y su continuación Aterrizaje en la Luna desarrolla la tecnología que permite realizar el viaje a la Luna. Estos dos volúmenes constituyen más una excepción respecto al personaje de Tornasol y la ciencia en general. Pues dice que su especialidad es la astronáutica, trabaja en instalaciones de alta tecnología rodeado por un numeroso equipo de científicos y se pone audífonos para oír, por lo que las confusiones típicas de su sordera no tienen lugar y su actividad como científico se parece más a como se desarrolla la actividad científica en general. Son característicos del Profesor Tornasol el portar un péndulo y practicar la radiestesia.
En las demás historias trabaja en solitario y realiza actividades en diversos campos. En El tesoro de Rackham el Rojo es un inventor de excéntricos aparatos, la mayoría de escasa utilidad; en Tintín en el país del oro negro descubre el componente con el que se sabotea la gasolina, la forma de anularlo y una cura para los curiosos males que aquejan a Hernández y Fernández; en El asunto Tornasol inventa una poderosa arma a base de ultrasonidos; en Stock de coque está desarrollando unos patines motorizados; en Las joyas de la Castafiore investiga las posibilidades de la televisión en color; y en Tintín y los 'Pícaros' un tratamiento contra el alcoholismo.